# رون بوتشان
رون بوتشان (بالإنجليزية: Ron Buchan)‏ هو لاعب بولينغ نيوزيلندي، ولد في 1908، وتوفي في 30 يناير 2003.